# Віктор Гарсіа III
Віктор Г. Гарсія III (Victor G. Garcia III) (12 квітня 1947, Маніла) — філіппінський дипломат. Надзвичайний і повноважний посол Республіки Філіппіни в Україні за сумісництвом (2008-2012).

## Життєпис
Народився 12 квітня 1947 року в Манілі. У 1969 році отримав ступінь бакалавра наук, і ділового адміністрування, університет De La Salle, Маніла, Філіппіни. У 1970 році Магістр політичної науки, університет Central De Madrid, Мадрид, Іспанія. У 1971 році отримав диплом міжнародних відносин, University College, Лондон, Велика Британія. Вільно володіє філіппінською,  англійською і іспанською, знає італійською, японською і  французькою.
У 1975—1979 рр. — Директор відділу політичних питань МЗС
У 1977 році — бакалавр права, коледж права, університет Ateneo De Manila, Маніла, Філіппіни
У 1979 році — Майстер в управлінні бізнесом, університет De La Salle, Маніла, Філіппіни
У 1979—1985 рр. — Секретар філіппінської місії при ООН
У 1985—1987 рр. — Міністр і тимчасовий повірений у посольстві в Римі, Італія
У 1987—1990 рр. — Помічник секретаря в ООН
У 1990—1993 рр. — Генеральний консул в чині посла в Лос-Анджелесі, США
У 1993—1996 рр. — Генеральний консул в чині посла в Кобе, Осака, Японія
У 1996—1999 рр. — Начальник протокольного відділу МЗС
У 1998 році — Старший особливий помічник секретаря МЗС
Надзвичайний і повноважний посол в  Австрії,  Хорватії,  Словенії,  Боснії і Герцеговині і  Словаччини
У 2008 — 2012 рр. — Надзвичайний і повноважний посол в РФ, Білорусі, Вірменії і Узбекистані та Україні